# Boa Entrada
Boa Entrada es una localidad caboverdiana del municipio de Santa Catarina.

## Geografía
La localidad está situada en la isla de Santiago.

## Organización territorial
La localidad abarca los lugares y barrios de:
- Caniço
- Carreira
- Chororó de Boa Entrada
- Covão de Melo
- Cutelo
- Cutelo Moreira
- Galeão
- Julangue
- Lém Grande
- Poilão de Boa Entrada